# Vaylats
Vaylats là một xã thuộc tỉnh Lot trong vùng Occitanie phía tây nam nước Pháp. Xã này nằm ở khu vực có độ cao từ 210-326 mét trên mực nước biển.